# 早見優
早見優（1966年9月2日—），日本靜岡縣熱海市人，女歌手、演員。日本歌壇80年代早期人氣偶像，花之82年组之一。

## 簡介
早見於3歲至7歲的時候在關島、7歲至14歲在夏威夷生活，因此會說流利的英語。14歲時在夏威夷的三越百貨被日本太陽音樂公司的星探發掘，因此隻身返回日本接受出道前的訓練。1982年4月21日，首張單曲《快點！初戀》發行，即獲得當年的日本唱片大獎新人獎。和松本伊代、堀智榮美、小泉今日子、三田寛子、中森明菜、石川秀美合称花之82年组。1983至1985年連續3年受邀參加知名的跨年實況節目「紅白歌合戰」。
早見曾出過多張單曲與專輯，並參與電視劇與電影的演出，在80年代的日本是知名的偶像藝人。90年代開始主持一些英語教學的廣播節目及出版英語教學書籍。1996年3月結婚後減少音樂方面的工作量，注重參與電視劇或電影及主持節目的演出。
早見優原姓井上（即出道時的姓），名一美，父母離婚後改從母姓舘野。婚後冠夫姓福田。
曾經在1987年到香港拍攝電影，由好朋友電影公司創業作，由譚詠麟擔任男主角早見優飾演女主角的《用愛捉伊人》，兩人並且合唱電影主題曲《偏愛》。
2016年1月13日早見優與同期出道的偶像松本伊代為电视台的旅游节目到京都取景，期间在未经許可的情况下，误闯JR山阴线路轨拍照，結果因涉嫌违反铁路营业法被警方作书面送检。事件引起网民公愤。事後两人分別开记者会公開道歉並激动落泪，表示深切反省。 後京都地检表示松本伊代和早见優只是站在旁边位置，未有為电车通行造成影响，并考虑到两人已反省，故决定不作出起诉。

## 書籍

### 写真集
- 月刊平凡GOLDEN BEST!! Vol.3 早見優写真集 サマー・ガール
- SUNSHINE GIRL
- 夏色のYOU
- PART3（近代映画社）

## 外部連結
- 個人官方網站 （页面存档备份，存于）（日語）
- 個人官方部落格 （页面存档备份，存于）（日語）
- 早見優的Facebook專頁（日語）
- 早見優的Instagram帳戶（日語）